# Fastos
Fastos (en latín, Fasti) es el título de una obra de Publio Ovidio Nasón de datación controvertida, aunque hay acuerdo general en que se compuso antes del año 8 d. C. (fecha del destierro de Ovidio). Su fecha de publicación fue en torno al año 12 d. C.
En esta obra, Ovidio trata de ilustrar el calendario romano, explicando el origen de los nombres de los meses, el origen de las fiestas y las características astronómicas de cada momento. Además de mitos, incluye algunas narraciones históricas.

## Contexto
La obra se encuadra dentro de la llamada poesía didáctica, género dentro del cual Ovidio ya había compuesto Remedia amoris, Arte de amar y Medicamina faciei. 
Suelen considerarse dos modelos en los que están basados los Fastos: 
- Los Aitia, de Calímaco, donde el autor explicaba el origen de ritos, leyendas, tradiciones, nombres e instituciones de gran parte de las regiones mediterráneas.

- La obra de Propercio, que ya se consideraba a sí mismo como un "Calímaco romano" y que trató de explicar también el origen de las tradiciones y de los topónimos.

## Composición
Los Fastos se componen de seis libros, cada uno de ellos dedicado a los seis primeros meses del año. Sin embargo, en el año 8 el emperador Augusto desterró a Ovidio a Tomis, a causa de su obra Arte de amar, y Fastos quedó incompleta. Probablemente, durante su exilio Ovidio tenía intención de escribir los seis libros que faltaban de la segunda parte del año, pero, por motivos que se desconocen, no pudo publicarlos.
Cada uno de los libros empieza con la explicación de los posibles orígenes del nombre del mes al que corresponde, que Ovidio suele hacer relatar a la divinidad que es considerada como la patrona del mes en cuestión:

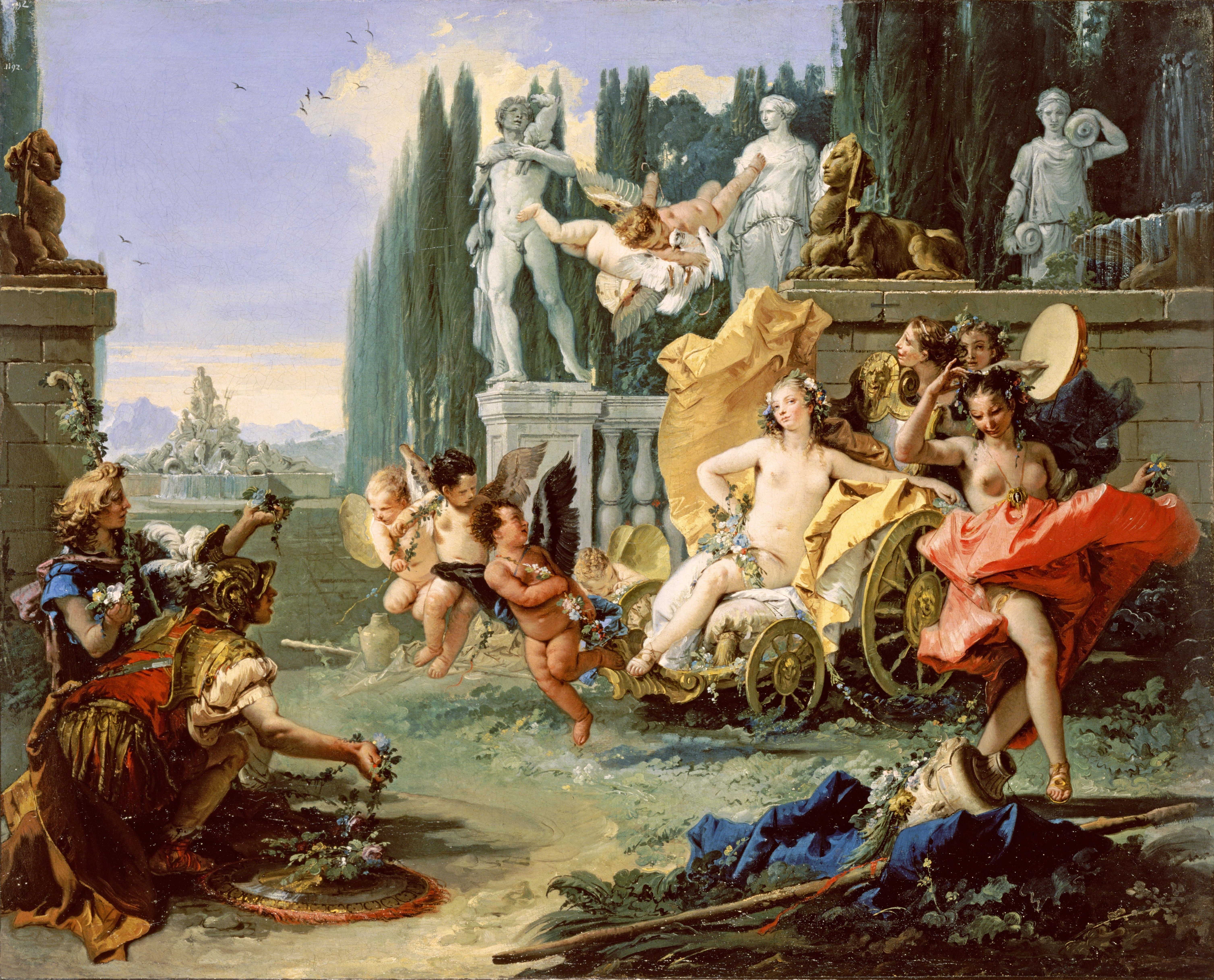
Tiepolo: Triunfo de Flora (Trionfo di Flora, ca. 1743), escena basada en el Libro IV.

| Libro | mes     | Divinidad asociada |
| ----- | ------- | ------------------ |
| I     | Enero   | Jano               |
| II    | Febrero | Dios Término       |
| III   | Marzo   | Marte              |
| IV    | Abril   | Venus              |
| V     | Mayo    | Las Musas          |
| VI    | Junio   | Juno y Juventus    |